# Buck Grove
Buck Grove é uma cidade localizada no estado americano de Iowa, no Condado de Crawford.

## Demografia
Segundo o censo americano de 2000, a sua população era de 49 habitantes. 
Em 2006, foi estimada uma população de 53, um aumento de 4 (8.2%).

## Geografia
De acordo com o United States Census Bureau tem uma área de 
0,9 km², dos quais 0,9 km² cobertos por terra e 0,0 km² cobertos por água.

## Localidades na vizinhança
O diagrama seguinte representa as localidades num raio de 16 km ao redor de Buck Grove. 